# Jaskinia Marmurowa (Krym)
Jaskinia Marmurowa (ros. Мра́морная пещера, ukr. Мармурова печера) – jaskinia na Krymie, położona w masywie Czatyr-Dah.
Głębokość jaskini wynosi 60 m, a długość zbadanych korytarzy 2050 m, z czego dla turystów dostępne jest ponad 1500 m.
Nazwa pochodzi od przypominającego marmur różowego odcienia wapiennych ścian, a sama grota została odkryta dopiero w 1987 roku, co pozwoliło jej uniknąć dewastacji.
Jaskinia została zaliczona do Siedmiu naturalnych cudów Ukrainy.

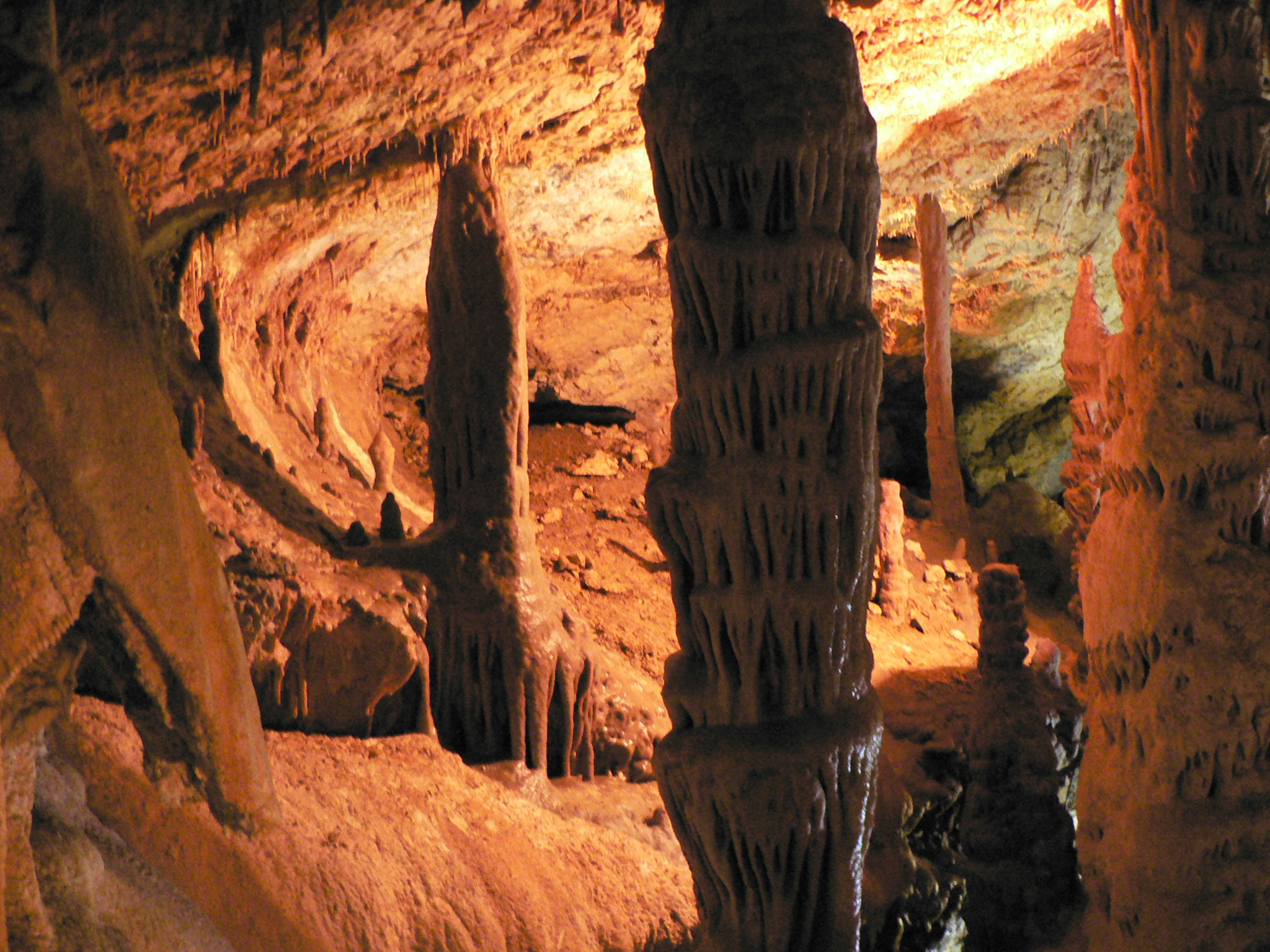
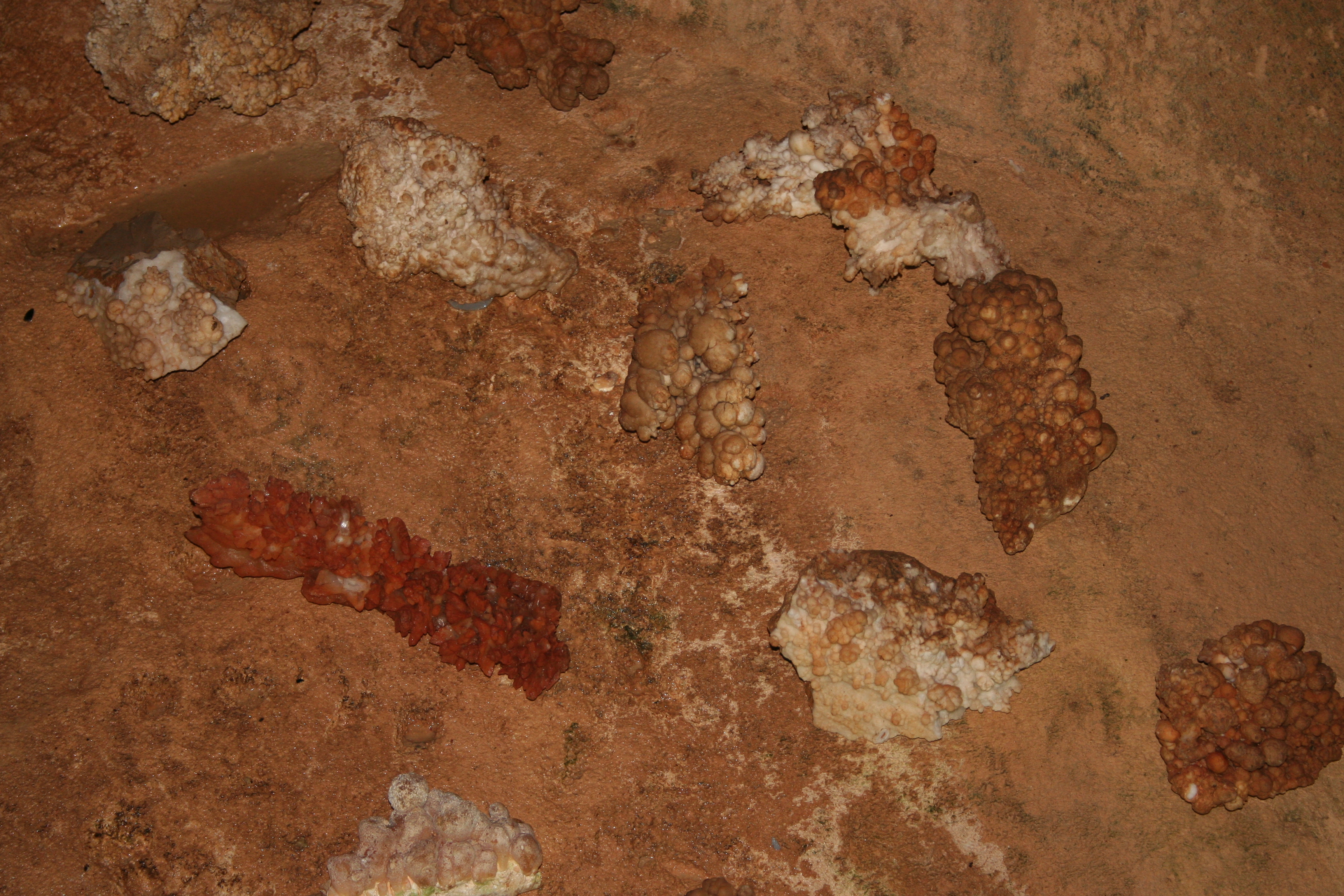
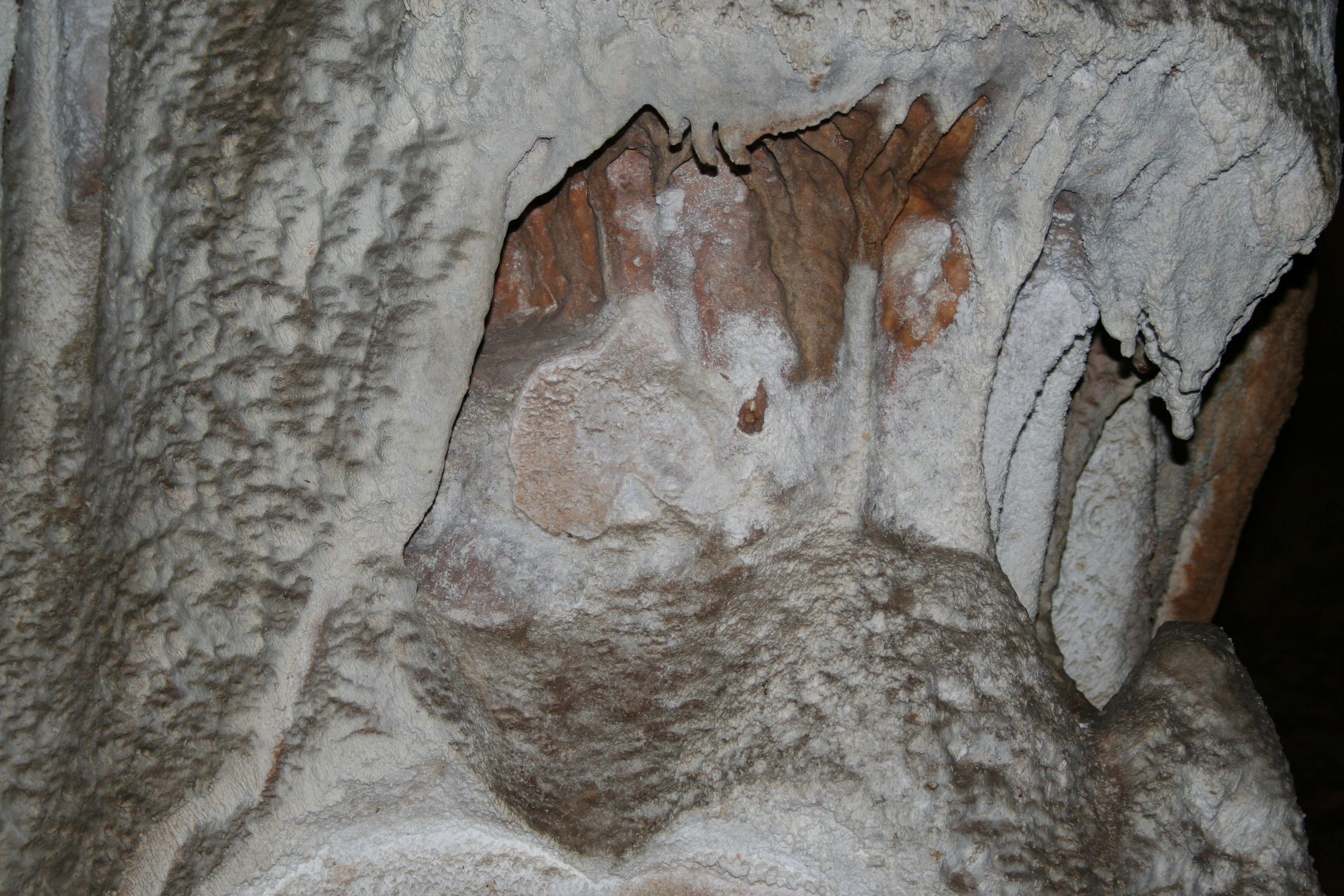
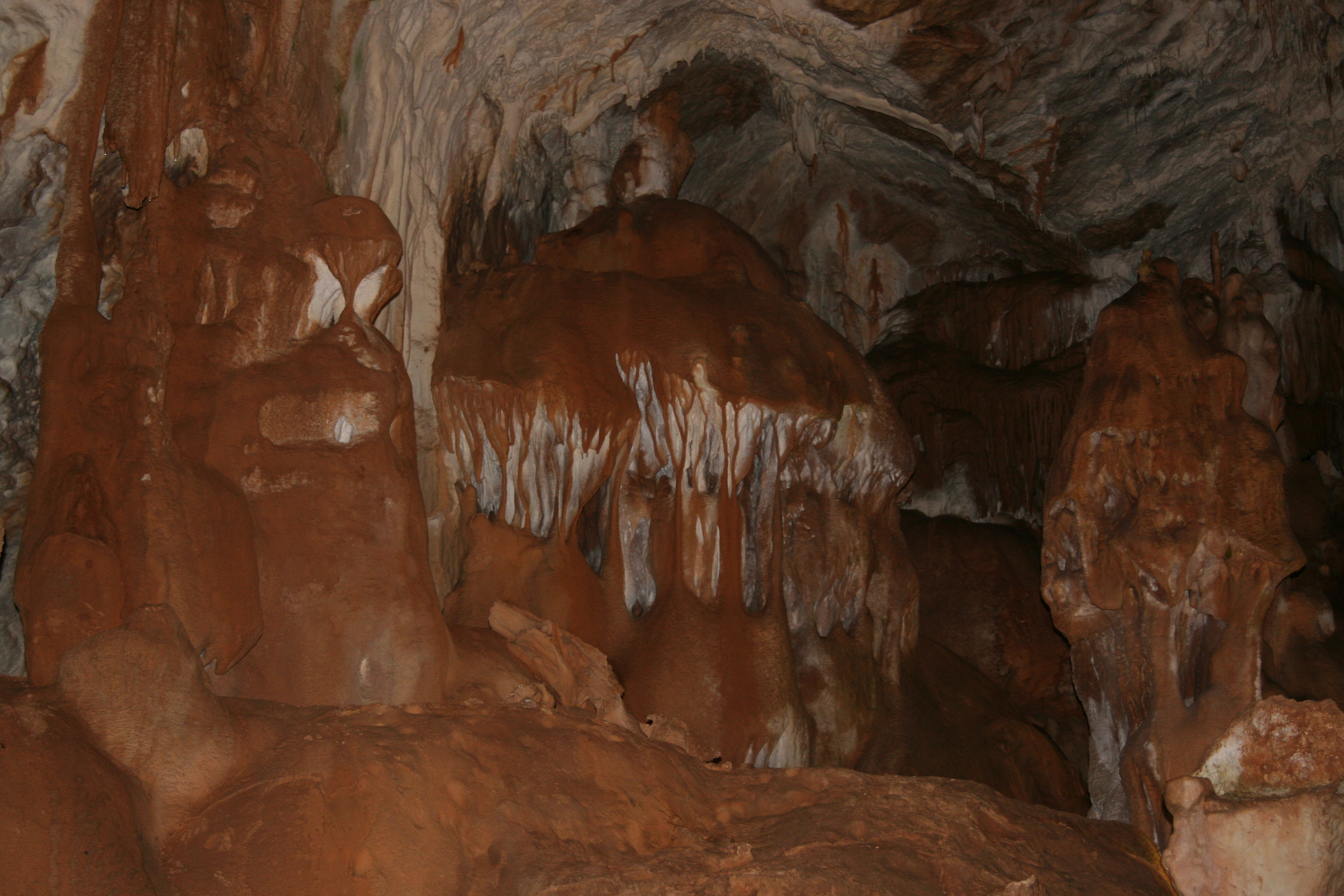